# سيزار روميرو ماركيز دوس سانتوس
سيزار روميرو ماركيز دوس سانتوس هو لاعب كرة قدم برازيلي في مركز الوسط، ولد في 12 مارس 1980 في أبوكارانا في البرازيل. لعب مع نادي بارانا ونادي تريزه ونادي دينامو تبليسي ونادي غوريتسا ونادي مول فيهيرفار.